# Чардон (Охајо)
Чардон (Охајо) (енгл. Chardon) град је у америчкој савезној држави Охајо.

## Демографија
По попису из 2010. године број становника је 5.148, што је 8 (-0,2%) становника мање него 2000. године.
| Група             | 2000.         | 2010.         |
| Белци             | 5.025 (97,5%) | 4.934 (95,8%) |
| Афроамериканци    | 22 (0,4%)     | 41 (0,8%)     |
| Азијати           | 23 (0,4%)     | 32 (0,6%)     |
| Хиспаноамериканци | 24 (0,5%)     | 75 (1,5%)     |
| Укупно            | 5.156         | 5.148         |